# Des larmes
«Des larmes» (с фр. — «Слёзы») — песня французской певицы Милен Фармер, записанная для её одиннадцатого студийного альбома Désobéissance. 20 марта 2019 года была отправлена на радиостанции и была выпущена как четвёртый сингл с альбома. 29 марта стала доступна для загрузки на цифровых площадках, а 7 июня была выпущена на физических носителях.

## Музыкальное видео
Премьера музыкального видео состоялась на телеканале CStar 10 мая, позднее клип был выложен на официальном канале исполнительницы на YouTube. Чёрно-белое видео было снято режиссёром Марселем Хартманном в Бри-сюр-Марн, в клипе снялся также актёр Стэнли Вебер; также в кадре появляется белый волк, который очень напоминает белую швейцарскую овчарку певицы Лилу. Менее чем за неделю видео набрало более 300 000 просмотров.

## Версии
- «Des larmes» (альбомная версия) — 3:48
- «Des larmes» (радио-версия) — 3:16
- «Des larmes» (инструментальная версия) —  3:48

## Чарты
| Чарт (2019)                                                     | Пиковая позиция |
| --------------------------------------------------------------- | --------------- |
| Франция (SNEP Classement radios)                                | 59              |
| Франция (SNEP Megafusion)                                       | 74              |
| Франция (SNEP Top Titres : Téléchargements)                     | 74              |
| Франция (SNEP Top Singles : Ventes physiques + téléchargements) | 1               |